# Петра (лебедь)
Пе́тра — чёрный лебедь, живущий на озере Аазе вблизи германского города Мюнстера. Петра приобрела широкую известность благодаря своей любви к большому белому катамарану в форме лебедя, который она не покидала на протяжении многих месяцев.

## История
Петра появилась на Аазе в мае 2006 года, и её происхождение неизвестно. Сначала её считали самцом и называли «чёрным Петером». С первых же дней она держалась вблизи большого белого катамарана, сдававшегося напрокат местной школой по яхтингу. Приближавшихся людей Петра встречала агрессивными движениями и криком, что по словам биологов показывало привязанность к катамарану и защиту ареала для гнездования. В последующих месяцах Петра более не покидала катамаран и всё время плыла за ним, если его брали в аренду.
Зимой катамаран было необходимо увезти с озера, чтобы избежать повреждений от мороза. Петру взяли вместе с катамараном в зоопарк города Мюнстера, где их поселили в маленьком пруду. Две недели до этого по ДНК одного из пёрышек было установлено, что Петра женского пола, что придало ей нынешнее имя вместо бывшего Петера. Через несколько недель Петра повредила лапу и переселилась вместе с катамараном в пустой питомник для пеликанов, где они оба пробыли до марта 2007 года. Всё это время персонал зоопарка пытался свести Петру с другими чёрными лебедями, но все усилия были тщетны. 29 марта обоих вновь привезли на Аазе, где Петра всё лето была верна своему «избраннику». В ноябре их вновь переселили в зоопарк.

## Петра в СМИ
Репортажи о Петре начались в мае 2006 года, когда о ней распространило статью новостное агентство DPA. В течение лета сюжеты о романе Петры показывали многие немецкие телеканалы, а вслед за ними японские, американские и другие, включая и российский «Первый канал». Переселение Петры в зоопарк освещали представители 23 разных СМИ, в том числе телеоператоры, фотографы и корреспонденты крупных журналов и новостных агентств. Благодаря известности Петры зоопарк Мюнстера в последующие недели посетили более чем один миллион человек. СМИ присутствовали также и при обратном переселении Петры на озеро.

## Другое
Издательство PVK напечатало детскую книжку под названием «Желаем любви, чёрный лебедь! Почти настоящая любовная история» (Alles Liebe, schwarzer Schwan!: Eine fast wahre Liebesgeschichte), а также продолжение «Добро пожаловать домой, чёрный лебедь» (Willkommen Zuhause, schwarzer Schwan). С изображением Петры продавались новогодние украшения, футболки и различные сувениры.
В мэрию Мюнстера 13 декабря поступило курьёзное предложение от одной из локальных партий. Мэрию просили рассмотреть вопрос о внесении Петры в герб города. После недолгой общественной дискуссии предложение было отклонено.

## Конец верности
В декабре 2007 года СМИ сообщили, что Петра оставила катамаран и полюбила белого лебедя-шипуна Пауля. Однако новоиспечённый оказался неверным (подобное поведение не вполне характерно для лебедей, но не является совсем необычным) и стал обращать внимание на других самок, после чего Петра снова провела лето 2008 года с катамараном. Однако в 2009 году Петра не появилась на Аазе, и дальнейшая её судьба была неизвестна.

## Возвращение
В апреле 2013 года немецкая пресса написала об обнаружении Петры. Она была найдена в состоянии крайнего истощения, но её удалось спасти. Сейчас она находится в Оснабрюке, и переводить обратно в Мюнстер её не планируют: Петра уже нашла себе пару среди живых лебедей.